# Jérôme Rey
Pour les articles homonymes, voir Rey.
Pas d'image ? Cliquez ici

a Compétitions nationales et continentales officielles uniquement.

Dernière mise à jour le 6 février 2022.
Jérôme Rey né le 19 mai 1995 à Albertville, est un joueur français de rugby à XV, évoluant au sein de l'effectif du Lyon OU,.
Il occupe la position de pilier gauche.

## Biographie

### Joueur
Jérôme Rey commence sa formation au SO Ugine Albertville, puis rejoint l'US Montmélian avant de la terminer au CS Bourgoin-Jallieu. Il dispute son premier match en professionnel avec le CSBJ à l’âge de 21 ans en Pro D2.
En 2017 il signe au SO Chambéry de Michel Ringeval en Fédérale 1 puis en 2019 au FC Grenoble en Pro D2.
Jérôme Rey qui avait pourtant prolongé au FCG jusqu’en juin 2023 est transféré au Lyon OU en Top 14 à partir de la saison 2021-2022 contre une indemnité de départ de 220 000 euros.

### Éleveur
Jérôme Rey exerce également le métier d'éleveur de bovins dans la combe de Savoie à Saint-Vital.

## Palmarès
- Finaliste de la Challenge Cup en 2025 avec le Lyon OU.